# Андрієвський Ігор Михайлович
І́гор Миха́йлович Андріє́вський (нар. 8 червня 1959, Одеса) — український скрипаль, диригент, композитор і педагог. Народний артист України (2018). Професор (2012).

## Життєпис
1982 — закінчив Одеську консерваторію (клас скрипки П. Р. Меламеда).
1988 — закінчив Київську консерваторію (клас симфонічного диригування Алліна Власенка) і асистентуру-стажування; клас скрипки Олексія Горохова).
1982—1985 — працює в Одеському симфонічному оркестрі.
З 1987 — викладач кафедри скрипки Національної музичної академії України. Кандидат мистецтвознавства (1990). Професор (2012).
З 1995 — керівник камерного оркестру Національної музичної академії України.
1999 — організатор, головний диригент і соліст Київського камерного оркестру «Archi».
З 1999 — диригент ансамблю класичної музики ім. Б. Лятошинського при Національному будинку органної і камерної музики. Під його керівництвом здійснені постановки «Німецького реквієму» Йоганнеса Брамса, «Іоанна Дамаскіна» Сергія Танєєва, «Карміни Бурани» Карла Орфа, «Реквієму» Джузеппе Верді та ін.
1995—1998 давав майстер-класи за спеціальністю «скрипка» у сербському місті Крагуєваць.
Є першим виконавцем численних творів українських композиторів (зокрема, «Готель кохання» О. Канерштейна, «Потаємні поклики» Є. Станковича). В його репертуарі також представлені численні твори світової класики.
Має фондові записи творів українських композиторів на радіо й телебаченні.
1996 — випустив компакт-диск «Шість концертів Н. Паґаніні для скрипки з оркестром» (соліст О. Горохов).
Виступає також в дуеті (скрипка-фортепіано) з сестрою Тетяною Андрієвською-Боденчук, народною артисткою України.

## Визнання
- 1988 — Лауреат Республіканського конкурсу скрипалів ім. М. Лисенка.
- 2002 — Член Національної спілки композиторів України.
- 2009 — Заслужений діяч мистецтв України.[2]
- 2018 — Народний артист України.[1]